# Мушниково
Мушниково (алб. Mushnikovë) је насељено место у општини Призрен на Косову и Метохији. Према попису становништва из 2011. у насељу је живело 1.133 становника.

## Положај
Село је део Средачке жупе. Атар насеља се налази на територији катастарске општине Мушниково површине 795 ha. Мушниково је на обронцима Шар-планине, десетак километара удаљено од Призрена. Село се налази на магистралном путу Призрен – Брезовица.

## Историја
Најранији писани запис о селу датира из 1465. године, када се помињу Срби приложници из „Мучникова“. У селу се налазе остаци двеју цркава.
Црква Св. Апостола Петра и Павла била је довршена и живописана 1563/1564. године, о чему сведочи фреско-натпис на западном зиду цркве. Предање каже да је она саграђена на старијим темељима храма из 14. века. Живопис цркве је доста страдао. Сачувано је десетак икона из 17. и 19. века.
Црква Св. Николе се налази у месном гробљу. Подигнута је и живописана у другој половини 16. века. Живопис је прилично добро очуван, а од икона су очуване олтарске царске двери из прве половине 17. века.
У месној српској школи обележен је 1906. године Савиндан. Чинодејствовао је у цркви поп Никола Никшић, а домаћин славе у школи био је Стојан Спасеновић.
Иван Јастребов је записао да у цркви села Мушниково постоји натпис: Изволенијем Сина и поспешенијем Духа, сиј божествени храм саздасе трудом и поспешенијем светих апостола Петра и Павла в љето 7072 (1564.).

## Становништво
Према попису из 2011. године, Мушниково има следећи етнички састав становништва:
| Националност   | 2011.        |
| Албанци        | 900 (79,44%) |
| Бошњаци        | 143 (12,62%) |
| Срби           | 47 (4,15%)   |
| други и остало | 43 (3,78%)   |
| Укупно         | 1.133        |

| Демографија | Демографија | Демографија |
| Година      | Становника  | Становника  |
| ----------- | ----------- | ----------- |
| 1948.       | 899         |             |
| 1953.       | 1.064       |             |
| 1961.       | 1.237       |             |
| 1971.       | 1.385       |             |
| 1981.       | 1.579       |             |
| 1991.       | 1.784       |             |
| 2011.       | 1.133       |             |

### Порекло становништва
Подаци из 1947:
Село је 1947. године имало 99 кућа. Срби православци (94 к.) и Муслимани српског језика (5 к.).
Од тога старинци 16 кућа, стари досељеници 83 кућа пореклом из (Горње Мораве-Гњиланске околине), са Косова, од Призрена, из Сиринићке Жупе, од Тетова, из Македоније и Бугарске.